# Boku no Pico
Boku no Pico (яп. ぼくのぴこ, англ. «My Pico», рус. «Мой Пико») — трёхсерийное OVA, в жанре сётакон (рекламировалось как первое в жанре), созданное компанией Natural High. В Японии первая серия была показана 7 сентября 2006 года, а последняя — 9 октября 2008 года. Первая серия была отредактирована и вышла 11 ноября 2007 года как Pico: My Little Summer Story — это единственная версия, считающая допустимой к просмотру зрителями до 18 лет.
По мотивам аниме были выпущены манга и сборник музыкальных композиций.

## Персонажи
- Пико — главный герой. Женоподобный мальчик-блондин предподросткового возраста, подрабатывающий в летнее время в баре своего деда. Любит купаться нагишом в море. После того как Тамоцу предложил это мальчику, Пико стал носить одежду для девочек. В занятиях сексом с Тамоцу проявляет себя как укэ (пассивен), а с Тико как сэмэ (активен).
- Тамоцу — молодой человек, нравящийся главному герою. Он соблазняет Пико, приняв того за девочку, однако, узнав истинный пол, решает продолжить отношения. Впоследствии он покупает Пико бельё и одежду для девочек и убеждает его носить всё это. Сначала он видит мальчика в качестве сексуальной игрушки, однако позже проявляет заботу. В сексе с Пико проявляет себя как сэмэ (активен).
- Тико — мальчик-шатен, чьи отношения с Пико развиваются в сексуальные. Он младше и менее опытен, чем Пико. Любит играть на улице нагишом, а также подглядывать за тем, как мастурбирует его старшая сестра. В большинстве случаев проявляет себя в сексе как сэмэ, но иногда в отношениях с Пико выступает как укэ.
- Одзи-сан — дедушка Пико, владелец бара Бэбэ вблизи пляжа.
- Старшая сестра Тико — заботливая сестра Тико. Она довольно высокого роста, с тёмно-синими волосами. Имеет большую коллекцию секс-игрушек, которые Пико и Тико использовали без её разрешения.  Тем не менее, однажды подглядывала за Пико и Тико и мастурбировала на это.
- Коко — темноволосый мальчик, внешне похожий на девочку, за которую его сначала и приняли Пико и Тико. С Коко связано очень много странных вещей, например, пропажа электричества при появлении мальчика. В сексе выступает исключительно как укэ.

## Сюжет
Тамоцу наблюдает за людьми, смотрящими в уличный стереоскоп. После он подходит и тоже смотрит. Среди пейзажей замечает обнаженного подростка, оканчивающего купания. Позже Тамоцу заходит в бар Бэбэ, где владелец представляет ему "дите сестры", что гостит у него на время каникул. Одзи-сан так же просит его подружится с Пико, т.к. тот еще не успел завести друзей. Все время сцены Пико одет в розовый фартук с рюшами и ведет себя очень неловко. Пико и Тамоцу гуляют, снова подходят к стереоскопу. Пико просит Тамоцу поднять его, т.к. мальчик хочет посмотреть на объекты внизу, но ему не хватает роста. Он просит поднимать его все выше и выше, пока его шея не оказывается на том же уровне, что и лицо Тамоцу. Тамоцу целует его в шею, и время в стереоскопе заканчивается. Пико отказывается от продления просмотра, обнимает Тамоцу, и говорит, что лучше они поедят мороженого. В машине Пико посасывает мороженое из рожка, мороженое тает. Он предлагает Тамоцу мороженое, но шарик падает на кофту Тамоцу. Пико собирает мороженое обратно в рожок, собирает пальцем мороженое с кофты, обсасывает палец. Тамоцу говорит ему слизать остальное с кофты, заваливает в машину. В процессе прелюдии понимает, что Пико - мальчик. После небольшого колебания доводит Пико до оргазма. Пико сидит в баре, за ним заходит Тамоцу. Пико радостно бросает фартук, убегает вместе с ним. Пока парочка гуляет, случается сильный дождь. Они приходят к Тамоцу сменить мокрую одежду и помыться. Пико спрашивает, что он может надеть, и Тамоцу достает ему девчачий набор одежду. Пико сопротивляется одевать девчачью одежду, ведь он мальчик, но после непродолжительных уговоров, соглашается. Пико и Тамоцу занимаются анальным сексом. После Пико спрашивает, кто он для Тамоцу. Тот не может ответить, и Пико убегает. Тамоцу бегает и ищет Пико. Пико подстригается, чтобы меньше походить на девочку. Тамоцу находит Пико. Пико спрашивает, зачем Тамоцу пришел, тот мнется с ответом, и Пико задает свой вопрос снова. Тамоцу говорит "Пошли домой. Вместе". Пико все ему прощает и соглашается. Парни бегут по берегу, плескаются. Тамоцу весь намок, Пико тоже. Пико раздевается и отжимает свои вещи. Тамоцу понимает, что подросток, которого он видел в начале - Пико. Он начинает приставать к обнаженному мальчику, тот просит "не здесь". Тамоцу спрашивает, не хочет ли Пико, чтобы их видели вместе, и они занимаются сексом на пляже. В финальной сцене Пико лежит в кровати и говорит в кадр "Люблю".

## Медиа

### OVA
Компанией Natural High было создано четыре серии OVA Boku no Pico, режиссёром которых стал Кацуёси Ятабэ. Soft on Demand выпустила первый DVD 7 сентября 2006 года. Бокс-сет, включающий две первые серии и сборник саундтреков, выпущен компанией Soft on Demand 19 апреля 2007 года. 11 ноября 2007 года была выпущена отредактированная первая OVA pico: My Little Summer Story — эта версия единственная из всех, просмотр которой был разрешён лицам до 18 лет.
| 1 | Мой Пико (My Pico) «Боку но Пико» (ぼくのぴこ)                                                                                       | 7 сентября 2006 года |
| Мальчик Пико, работающий в кафе деда, знакомится с человеком по имени Тамоцу, который позже его соблазняет, принимая за девушку.                                                                | |                      |
| 2 | Пико и Тико (Pico and Chico) «Пико то Тико» (ぴことちこ)                                                                             | 19 апреля 2007 года  |
| Пико встречает мальчика Тико, любящего как и он купаться голышом. Сестра второго обнаруживает их, когда мальчики предаются плотским утехам, однако не подаёт виду и наблюдает за их действиями. | |                      |
| 3 | Пико: Моя Небольшая Летняя История (Pico: My Little Summer Story) «Пико: Боку но Сийсана Нацу Моногатари» (Pico〜ぼくの小さな夏物語) | 11 ноября 2007 года  |
| Отредактированная версия первой серии, допустимая к просмотру для зрителей моложе 18 лет. | |                      |
| 4 | Пико x Коко x Тико (Pico x Coco x Chico) «Пико x Коко x Тико» (ぴこ×CoCo×ちこ)                                                       | 9 октября 2008 года  |
| Пико и Тико знакомятся с Коко. | |                      |

### Манга
Состоящая из одной главы манга «Дождливый день для Пико и Тико» (яп. 雨の日のぴことちこ Амэ но Хи но Пико то Тико) была создана Аой Мадокой и опубликована в мае 2007 года издательством Hanaota.

### Музыка
Саундтрек написал композитор Синобу, совместно с британской рок-группой T2. Сборник музыкальных композиций Boku no Piko PV Song Collection: Boku, Otoko no Ko dayo (яп. ぼくのぴこ PV Song Collection: 〜ぼく、男の子だよ〜 досл. «Коллекция песен My Pico: Я — мальчик») был выпущен в Японии 9 июля 2009 года. Включает себя 8 песен общей продолжительностью 30 минут. Имеется возможность использования диска в караоке.